# 아누슈카 들롱
아누슈카 들롱(Anouchka Delon, 1990년 11월 25일 ~ )는 프랑스, 네덜란드의 배우이다. 배우 알랭 들롱의 딸이다. 참고로, Anouchka는 프랑스어(러시아어)에서 유래한 이름으로 영어로는 grace, favor를 의미한다.